# Regierung Jozef Sivák
Die Regierung Jozef Sivák, geführt vom Ministerpräsidenten Jozef Sivák, war die vierte Regierung der Slowakei (offiziell auch „Slowakisches Land“, slowakisch Slovenská země), des autonomen Teilstaates der Tschecho-Slowakei 1938–1939. Sie befand sich  vom 9. März 1939 bis 11. März 1939 im Amt. Sie folgte der Regierung Jozef Tiso III und wurde durch die Regierung Karol Sidor abgelöst.  

## Regierungsbildung
Nachdem die vorherige Regierung Jozef Tiso III, geführt von Jozef Tiso, am 9. März 1939 aufgelöst wurde, wurde die Regierung Jozef Sivák ins Amt eingeführt. Am 11. März 1939, bereits während des fortschreitenden Zerfalls der Tschecho-Slowakei und nur zwei Tage nach ihrer Einführung, wurde die Regierung aufgelöst.

## Regierungszusammensetzung
Außer Ministerpräsident Sivák, der außerdem etliche Ministerposten bekleidete, bestand die Regierung nur noch aus dem Minister Teplanský; beide waren im Amt vom 9. März 1939 bis 11. März 1939.
- Ministerpräsident: Jozef Sivák
- alle übrigen Ressorts (Minister für Inneres, öffentliche Arbeiten, Industrie, Handel, Gewerbe und Landwirtschaft): Jozef Sivák
- Finanzminister: Pavol Teplanský

### Parteizugehörigkeit
Die führende und einzig zugelassene Partei im Slowakischen Staat war Hlinkova slovenská ľudová strana – Strana slovenskej národnej jednoty, deutsch bekannt als Hlinkas Slowakische Volkspartei,  kurz Hlinka-Partei.  Sie hatte den Charakter einer Einheitspartei.